# 碟仙 (2014年電影)
 是一部2014年上映的美國超自然恐怖電影，是史戴斯·懷特的導演處女作，由傑森·布倫、麥可·貝、安德魯·福姆、布萊德利·福勒以及本尼特·施尼尔擔任監製。 由茱麗葉·斯諾登和懷特共同撰寫劇本。他倆曾合作撰寫《死魂盒》的劇本。由奥利維亞·庫克、達倫·卡加索夫、道格拉斯·史密斯、比安卡·A·桑托斯領銜主演一群釋放碟仙板惡靈出來的一群青年。
《碟仙》由環球影業於2014年10月24日发行。此電影獲得商業上的成功，票房收入是1.036億美元，遠遠超过500萬美元的預算。但批評居多数，很多評論者的基调不一致，批評故事、劇情，但皆有赞扬琳·雪伊的表現。續作《碟仙：惡靈始源》于2016年發行，獲得了好評。	

## 演員
- 奥利维亚·库克饰演兰妮·莫里斯[5]
  - 阿弗拉·索菲娅·塔利饰演小时候的兰妮
- 安娜·柯多（英语：Ana Coto）饰演莎拉·莫里斯[6]
  - Izzie Galanti饰演小时候的莎拉
- 达伦·卡加索夫（英语：Daren Kagasoff）饰演崔佛[7]
- 碧昂·卡桑托斯（英语：Bianca A. Santos）饰演伊莎贝尔[6]
- 道格拉斯·史密斯饰演彼得[5]
- 雪利·亨宁（英语：Shelley Hennig）饰演黛比·杰拉蒂[6]
  - Claire Beale饰演小时候的黛比
- 席拉·赫尔曼恩饰演马克斯
  - 桑尼·梅·艾利森饰演小时候的多莉丝
- 琳·雪伊饰演宝琳娜·桑德
- Claudia Katz Minnick饰演妈妈
- 维维斯·科隆贝蒂饰演诺娜[6]
- 羅賓·萊芙莉（英语：Robyn Lively）饰演黛比的妈妈
- 馬修·塞特爾饰演安东尼·莫里斯[8]

## 製作
参与人员的名单于2013年11和12月公开。